# Soues (Somme)
Soues település Franciaországban, Somme megyében. Lakosainak száma 125 fő (2022. január 1.). Soues Crouy-Saint-Pierre, Fourdrinoy, Hangest-sur-Somme, Le Mesge és Quesnoy-sur-Airaines községekkel határos.

## Népesség
A település népessége az elmúlt években az alábbi módon változott:
| Lakosok száma | 144  | 130  | 132  | 125  | 125  | 126  | 126  | 125  | 125  |
|               | 2013 | 2015 | 2016 | 2017 | 2018 | 2019 | 2020 | 2021 | 2022 |